# 波兰天主教教区列表

波兰天主教教区地图

罗马天主教在波兰共设有14个总主教管理的总教区、27个主教管理的教区，它们组成波兰主教团，是欧洲最大的主教团之一，略小于西班牙，超过英国和德国。

#### 比亚韦斯托克教省

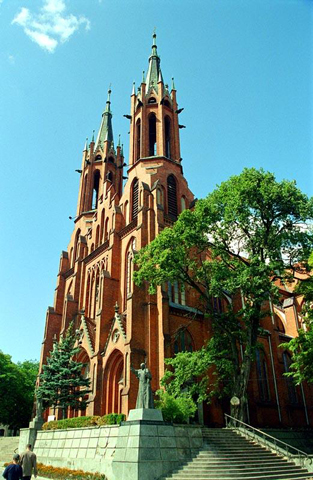
比亚韦斯托克主教座堂

- 天主教比亚韦斯托克总教区（1）
  - 天主教德罗希琴教区（2）
  - 天主教沃姆扎教区（3）

#### 克拉科夫教省
- 天主教克拉科夫总教区（4）
  - 天主教别尔斯科–日维茨教区（5）
  - 天主教凯尔采教区（6）
  - 天主教塔尔努夫教区（7）

#### 琴斯托霍瓦教省
- 天主教琴斯托霍瓦总教区（8）
  - 天主教拉多姆教区（9）
  - 天主教索斯诺维茨教区（10）

#### 格但斯克教省

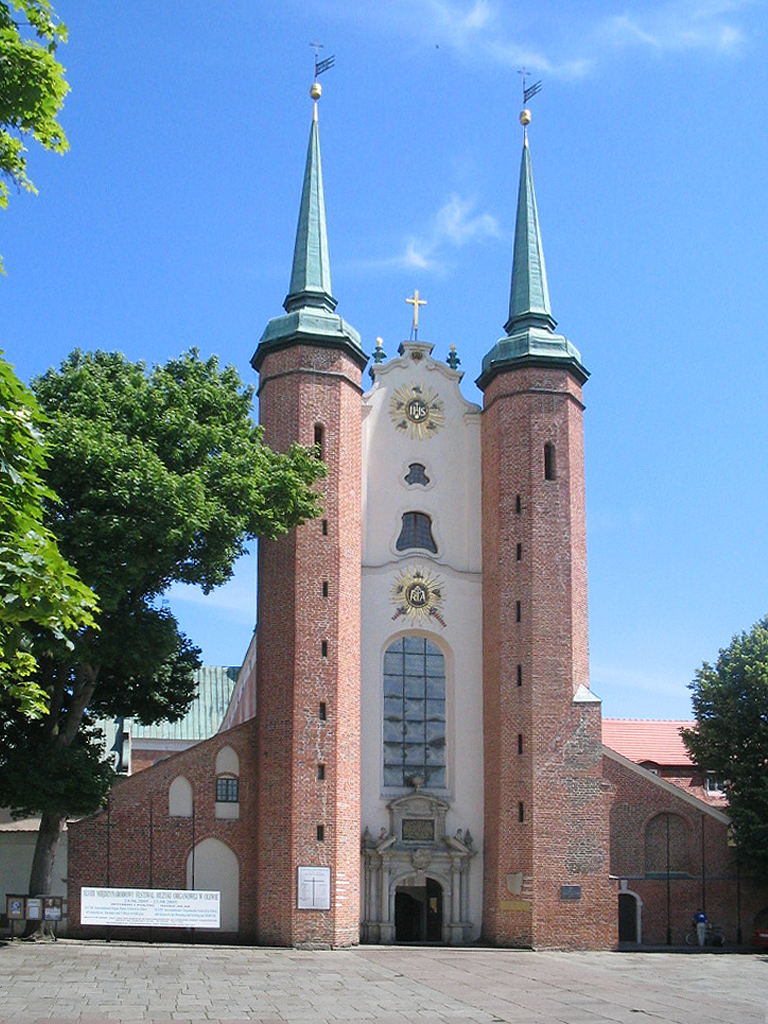
格但斯克奥利瓦圣母升天主教座堂

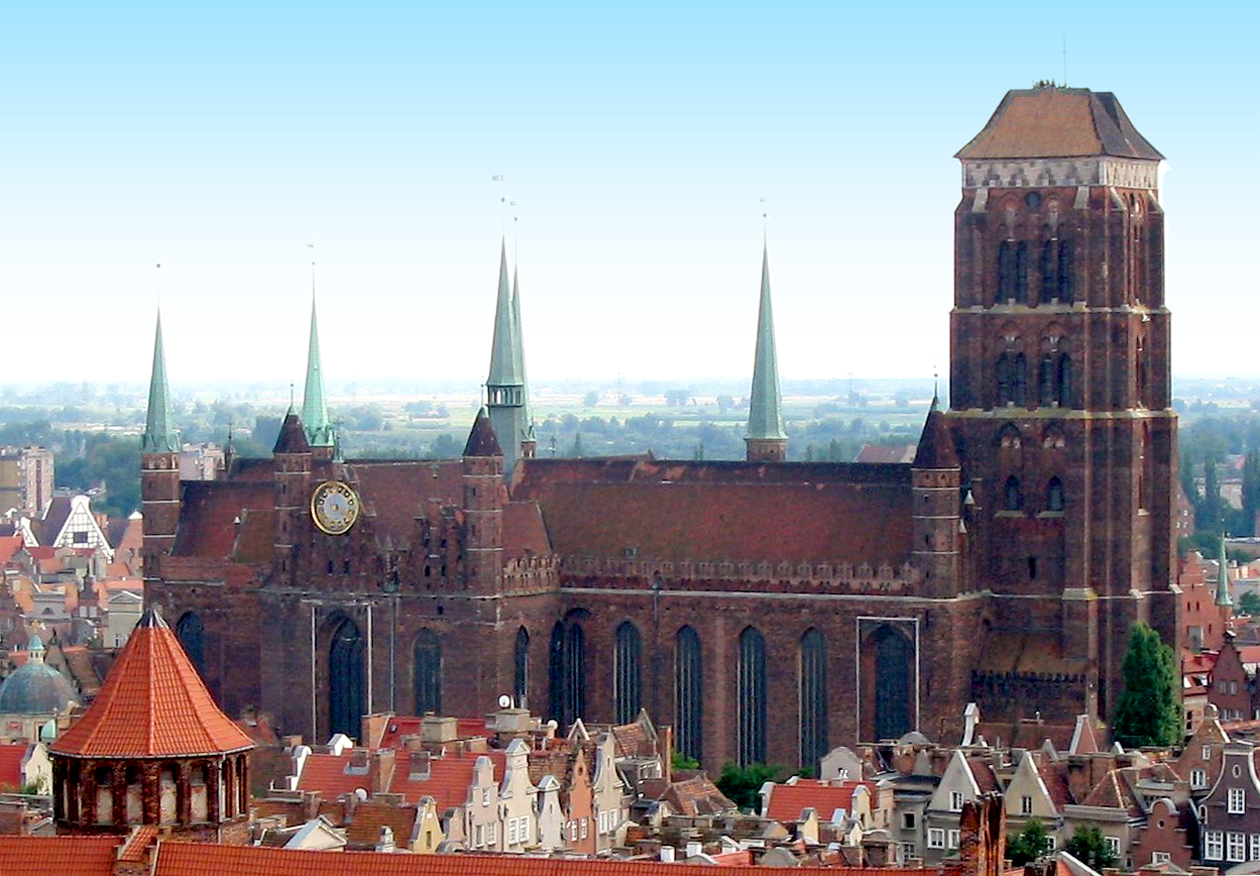
格但斯克圣母升天教堂

- 天主教格但斯克总教区（11）
  - 天主教佩爾普林教區（12）
  - 天主教托伦教区（13）

#### 格涅兹诺教省

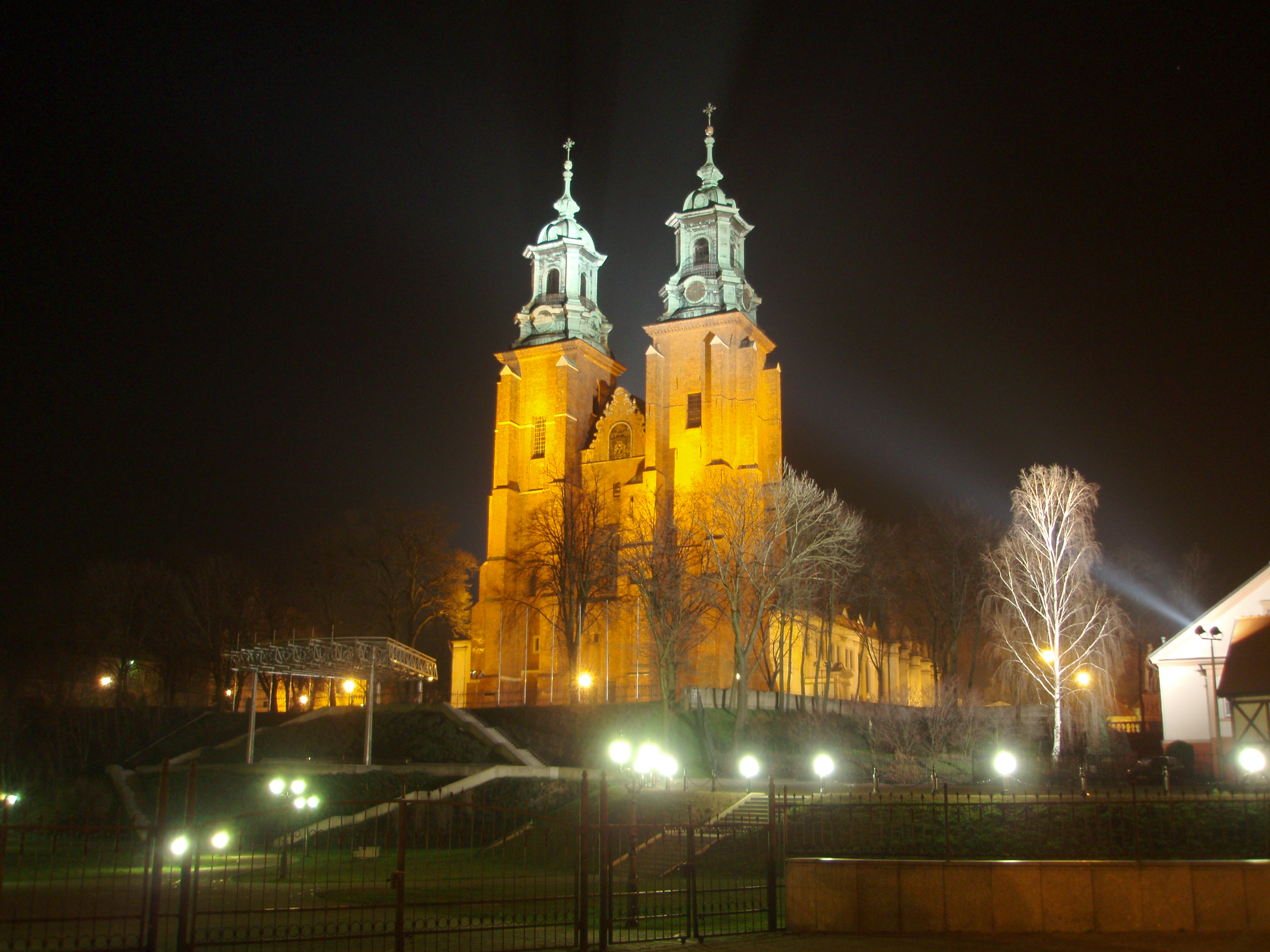
格涅兹诺圣母升天主教座堂

- 天主教格涅兹诺总教区（14）
  - 天主教比得哥什教区（15）
  - 天主教弗沃茨瓦韦克教区（16）

#### 卡托维兹教省
- 天主教卡托维兹总教区（17）
  - 天主教格利维采教区（18）
  - 天主教奥波莱教区（19）

#### 罗兹教省
- 天主教罗兹总教区（20）
  - 天主教沃维奇教区（21）

#### 卢布林教省

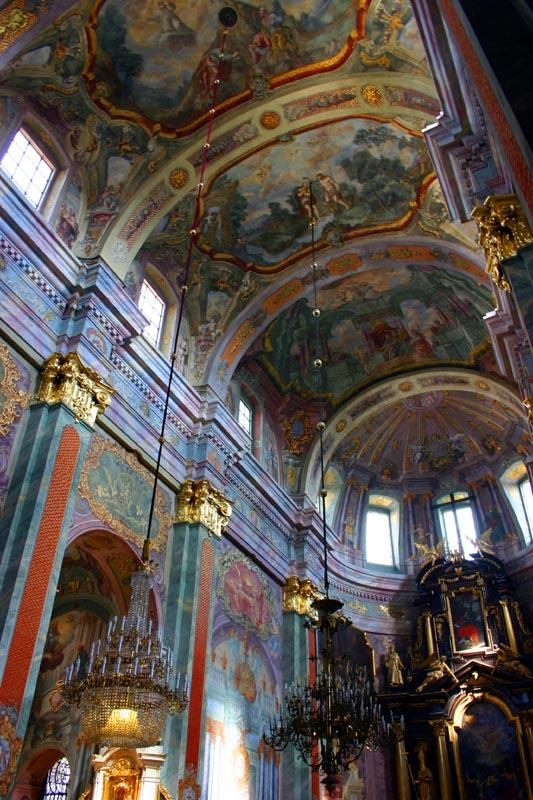
卢布林主教座堂内部

- 天主教卢布林总教区（22）
  - 天主教桑多梅日教区（23）
  - 天主教谢德尔采教区（24）

#### 波兹南教省
- 天主教波兹南总教区（25）
  - 天主教卡利什教区（26）

#### 普热梅希尔教省
- 天主教普热梅希尔总教区（27）
  - 天主教热舒夫教区（28）
  - 天主教扎莫希奇-卢巴丘夫教区（29）

#### 什切青-卡缅教省
- 天主教什切青-卡缅总教区（30）
  - 天主教科沙林-科沃布日格教区（31）
  - 天主教绿山城-戈茹夫教区（32）

#### 瓦尔米亚教省
- 天主教瓦尔米亚总教区（33）
  - 天主教埃尔布隆格教区（34）
  - 天主教埃乌克教区（35）

#### 华沙教省
- 天主教华沙总教区（36）
  - 天主教普沃茨克教区（37）
  - 天主教华沙-布拉格教区（38）

#### 弗罗茨瓦夫教省
- 天主教弗罗茨瓦夫总教区（39）
  - 天主教莱格尼察教区 （40）
  - 天主教希维德尼察教区 （41）